# Čímyšl
Čímyšl je malá vesnice, část obce Újezd pod Troskami v okrese Jičín. Nachází se asi 1,5 km na východ od Újezdu pod Troskami. Prochází zde silnice I/35. V roce 2009 zde bylo evidováno 18 adres. V roce 2001 zde trvale žilo 21 obyvatel.
Čímyšl leží v katastrálním území Újezd pod Troskami o výměře 7,56 km2.

## Galerie

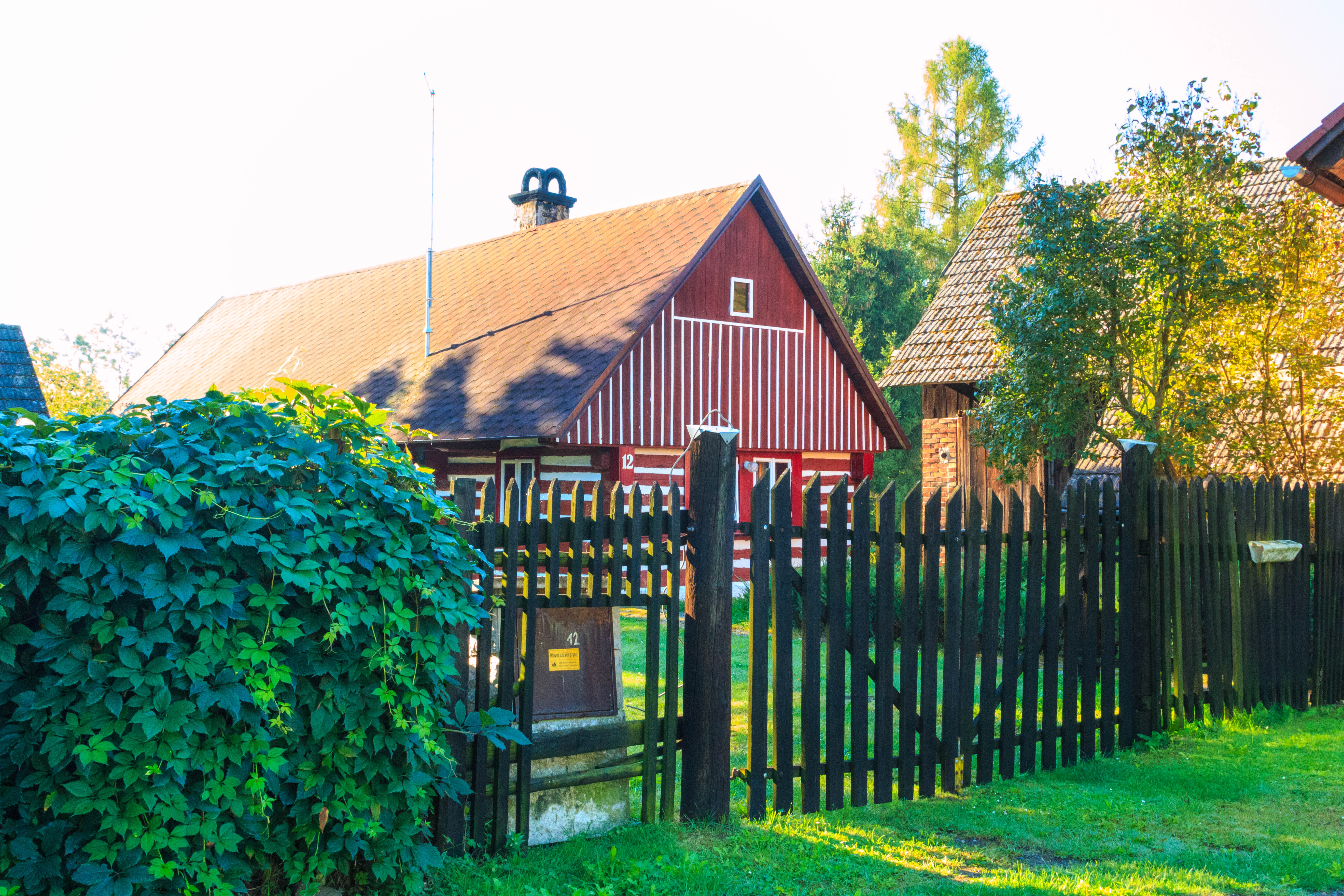
Čímyšl – čp. 12
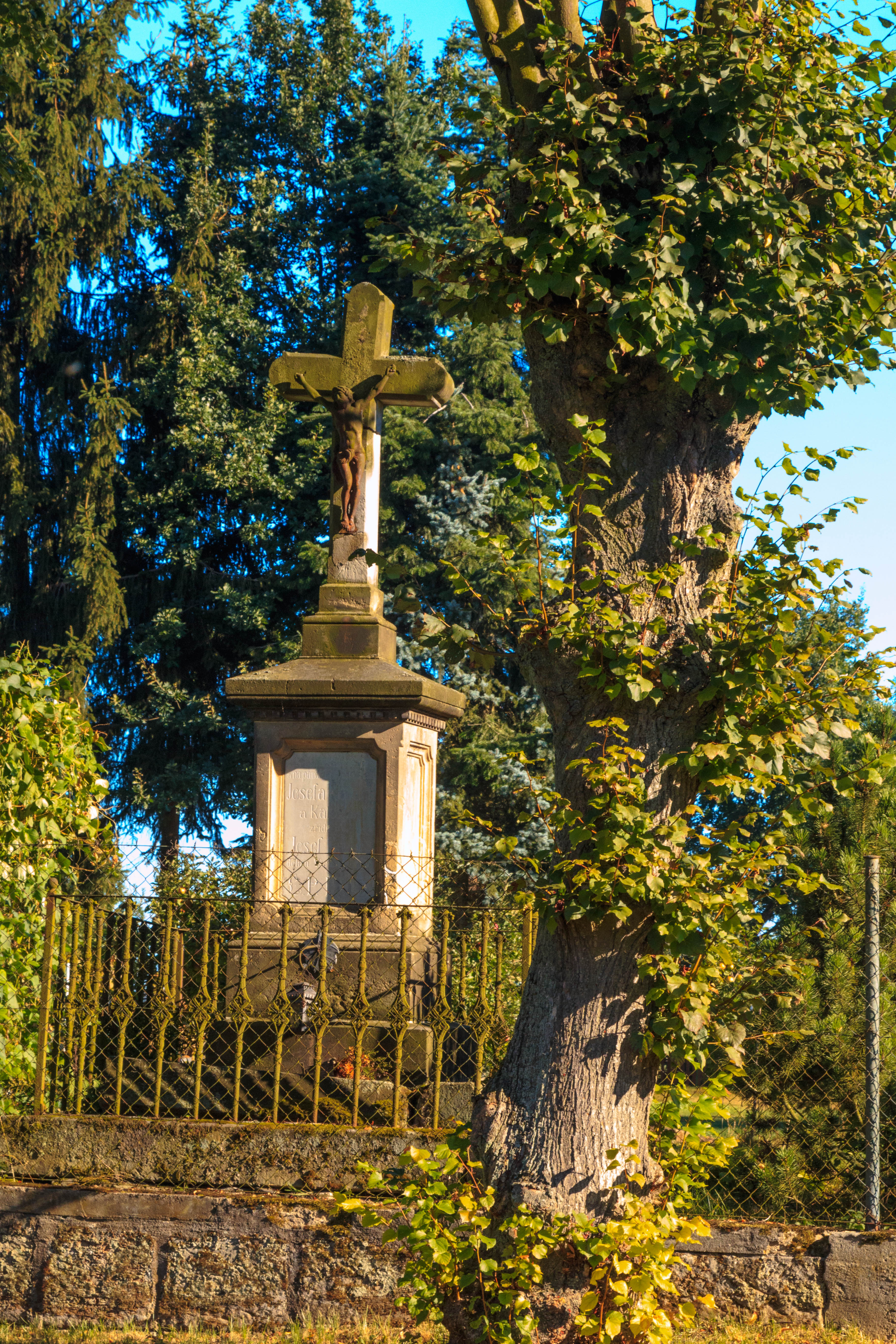
Čímyšl – křížek
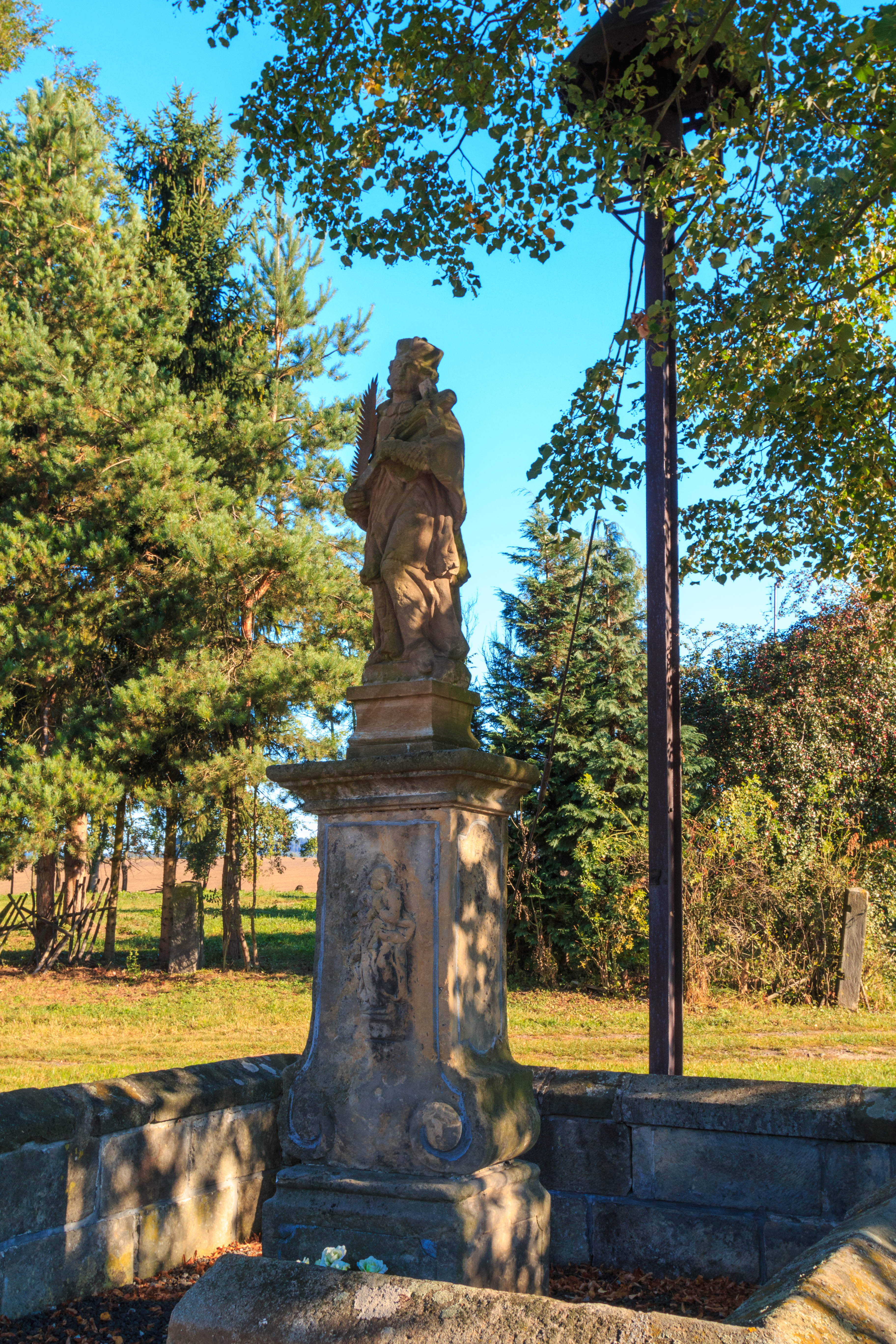
Čímyšl – socha svatého Jana Nepomuckého
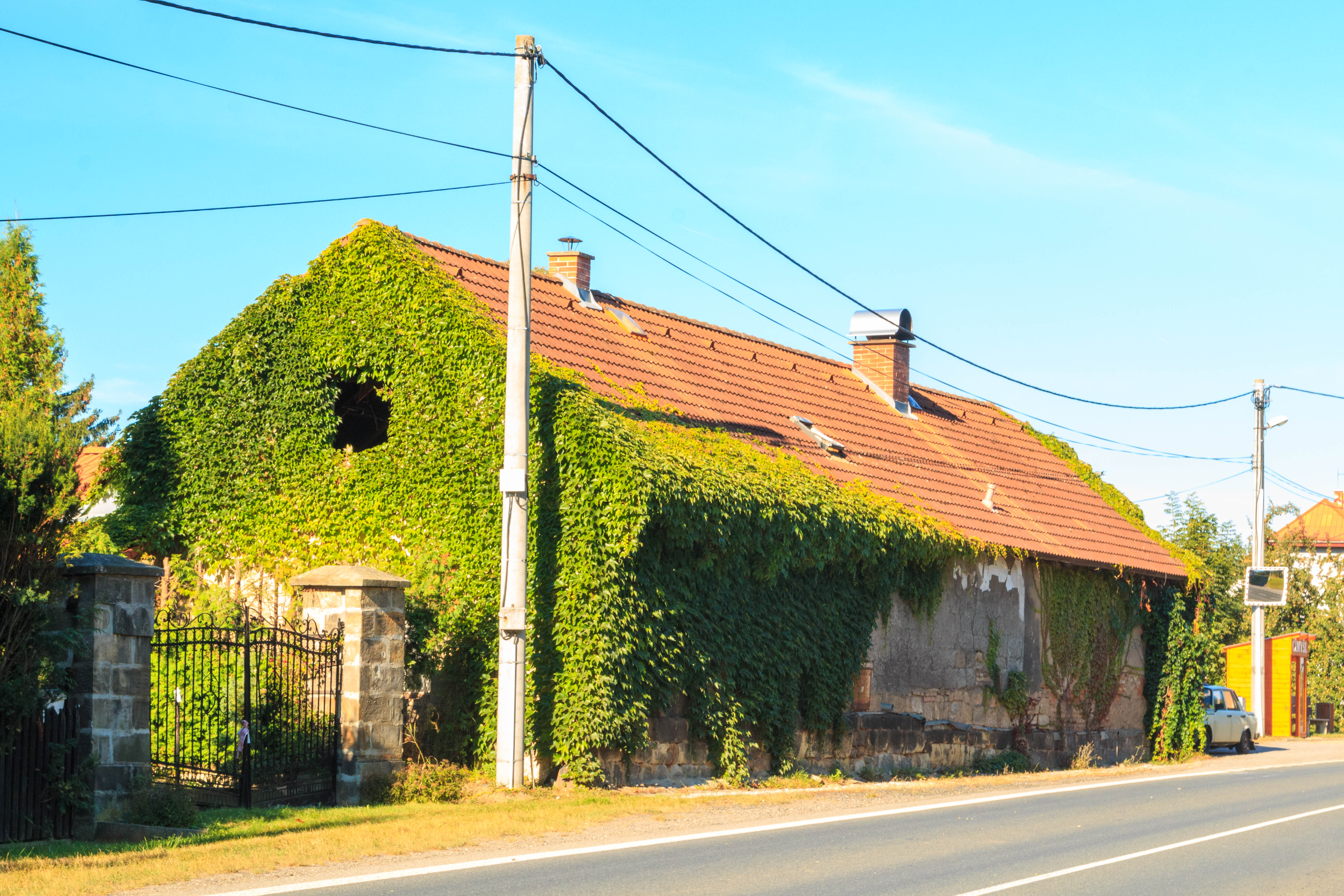
Čímyšl – čp. 15